# Tour Mihulka
La tour Mihulka est une tour fortifiée à Prague, en Tchéquie. Située le long de l'enceinte nord du château de Prague, elle accueille aujourd'hui une exposition d'uniformes militaires.